# The Big Beat
The Big Beat – pierwszy i jedyny album zespołu Holloee Poloy, mieszającego stylistykę rockową, new-wave i awangardę. Był również pierwszym profesjonalnym nagraniem Edyty Bartosiewicz – przyszłej gwiazdy muzyki pop.

## Lista utworów
1. "Cars" (muz. Holloee Poloy, sł. M. Stoneman)
2. "See-saw" (muz. Holloee Poloy, sł. M. Stoneman)
3. "True Love & Confusion" (muz. Holloee Poloy, sł. M. Stoneman)
4. "Could Die in Your Eyes" (muz. Holloee Poloy, sł. M. Stoneman)
5. "That Romour" (muz. Holloee Poloy, sł. M. Stoneman)
6. "At Your Door" (muz. Holloee Poloy, sł. M. Stoneman)
7. "Don't Break Down" (muz. Holloee Poloy, sł. M. Stoneman)
8. "Time to Look Again" (muz. Holloee Poloy, sł. M. Stoneman)

## Twórcy
- Edyta - śpiew i chórki
- Paweł Derentowicz - gitary
- Piotr Siegel - bas
- Krzysztof Poliński - instrumenty perkusyjne
- Romuald Kunikowski - klawisze
- Marcin Grzelak - klawisze
- Leszek Kamiński – realizacja nagrań

Personel
- Realizacja nagrań - Leszek Kamiński
- Producent - Polskie Nagrania
- Nagrania zrealizowano dzięki pomocy fundacji Buchnera w studiu S-4 (październik 1988 - maj 1989)